# Nomad (azienda)
Nomad (ノーマッド?, Nōmaddo) è uno studio di animazione giapponese, con sede a Suginami, Tokyo, in Giappone, fondato nel luglio 2003.

## Produzioni
| Titolo                                                             | Tipo  | Anno |
| ------------------------------------------------------------------ | ----- | ---- |
| Rozen Maiden                                                       | Anime | 2004 |
| Rozen Maiden ~Träumend~                                            | Anime | 2005 |
| 100% Fragola                                                       | OAV   | 2005 |
| Rozen Maiden Ouvertüre                                             | OAV   | 2006 |
| Himesama Goyōjin                                                   | Anime | 2006 |
| Chocotto Sister                                                    | Anime | 2006 |
| Sola                                                               | Anime | 2007 |
| Kyouran Kazoku Nikki                                               | Anime | 2008 |
| Yozakura Quartet                                                   | Anime | 2008 |
| Kaitō tenshi Twin Angel                                            | OAV   | 2008 |
| Yoku Wakaru Gendai Mahou                                           | Anime | 2009 |
| Kämpfer                                                            | Anime | 2009 |
| Oretachi ni tsubasa wa nai                                         | Anime | 2011 |
| Kämpfer für die Liebe                                              | Anime | 2011 |
| Pretty Star - Sognando l'Aurora                                    | Anime | 2011 |
| T.P. Sakura - Time Paladin Sakura - Jikū bōeisen                   | OAV   | 2011 |
| Oretachi ni tsubasa wa nai                                         | OAV   | 2011 |
| Kitakubu Katsudō Kiroku                                            | Anime | 2013 |
| Futari wa Milky Holmes                                             | Anime | 2013 |
| Tantei Kageki Milky Holmes TD                                      | Anime | 2015 |
| Venus Project -Climax-                                             | Anime | 2015 |
| Jashin-chan Dropkick                                               | Anime | 2018 |
| Bungo Stray Dogs Wan!                                              | Anime | 2021 |
| Koikimo                                                            | Anime | 2021 |
| Alice Gear Aegis ~Dokitsu! Akutoresu-darake no Mermaid Grand Prix~ | OAV   | 2021 |
| Alice Gear Aegis Expansion                                         | Anime | 2023 |